# Classic Hot Tuna Acoustic
Classic Hot Tuna Acoustic' è un album live degli Hot Tuna pubblicato nel 1996.

## Tracce
1. Never Happen No More (Blind Blake) – 6:08
2. Candy Man (Rev. Gary Davis) – 4:35
3. New Song (for the Morning) (Jorma Kaukonen) – 5:08
4. Hesitation Blues (Brano tradizionale) – 5:17
5. Been So Long (Kaukonen) – 4:22
6. Oh Lord, Search My Heart (Rev. Gary Davis) – 4:45
7. Uncle Sam Blues (Brano tradizionale) – 5:24
8. Space Jam (Jack Casady, Kaukonen) – 0:26
9. True Religion (Brano tradizionale) – 7:09
10. Death Don't Have No Mercy (Davis) – 9:58

## Formazione
- Jorma Kaukonen – chitarra acustica, voce
- Jack Casady – basso
- Papa John Creach – violino